# Ronde van Spanje 2010/Tweede etappe
De tweede etappe van de Ronde van Spanje 2010 werd verreden op 29 augustus 2010. Het was een vlakke rit van Alcalá de Guadaíra naar Marbella over een afstand van 173 km.

## Verslag
De traditionele vlucht bestond uit vier renners: de Fransman Mickaël Delage, de Australiër Johnny Walker en de Spanjaarden Marcos García en Javier Ramirez. Op 13 km werden ze gegrepen door het peloton, onder leiding van de ploeg van leider en topspurter Mark Cavendish. Vanaf dan was het wachten tot de laatste rechte lijn, en de massaspurt.
In die massaspurt leek het te gaan tussen de drie snelste mannen van het moment: Mark Cavendish, Tyler Farrar en Alessandro Petacchi, maar ze werden op het de meet nog voorbijgesneld door de Wit-Rus Jawhen Hoetarovitsj.

## Uitslagen
| Plaats  | Naam                | Ploeg                   | Tijd     |
| ------- | ------------------- | ----------------------- | -------- |
| Winnaar | Jawhen Hoetarovitsj | La Française des Jeux   | 4u35'40" |
| 2       | Mark Cavendish      | Team HTC-Columbia       | z.t.     |
| 3       | Tyler Farrar        | Team Garmin-Transitions | z.t.     |
| 4       | Alessandro Petacchi | Lampre-Farnese Vini     | z.t.     |
| 5       | Manuel Cardoso      | Footon-Servetto         | z.t.     |
| 6       | Koldo Fernández     | Euskaltel-Euskadi       | z.t.     |
| 7       | Robert Förster      | Team Milram             | z.t.     |
| 8       | Ben Swift           | Team Sky                | z.t.     |
| 9       | Andreas Stauff      | Quick-Step              | z.t.     |
| 10      | Samuel Dumoulin     | Cofidis                 | z.t.     |
|         |                     |                         |          |
| 15      | Wouter Weylandt     | Quick-Step              | z.t.     |
| 34      | Niki Terpstra       | Team Milram             | z.t.     |

| Plaats    | Naam                | Ploeg                   | Tijd    |
| --------- | ------------------- | ----------------------- | ------- |
| Rode trui | Mark Cavendish      | Team HTC-Columbia       | 4u49'34 |
| 2         | Kanstantsin Siwtsow | Team HTC-Columbia       | +0'12"  |
| 3         | Peter Velits        | Team HTC-Columbia       | z.t.    |
| 4         | Tejay van Garderen  | Team HTC-Columbia       | z.t.    |
| 5         | Matthew Goss        | Team HTC-Columbia       | z.t.    |
| 6         | Lars Ytting Bak     | Team HTC-Columbia       | z.t.    |
| 7         | Hayden Roulston     | Team HTC-Columbia       | z.t.    |
| 8         | Tyler Farrar        | Team Garmin-Transitions | + 0'21" |
| 9         | Daniele Bennati     | Liquigas-Doimo          | + 0'22" |
| 10        | Vincenzo Nibali     | Liquigas-Doimo          | z.t.    |
|           |                     |                         |         |
| 11        | Frederik Willems    | Liquigas-Doimo          | z.t.    |
| 46        | Niki Terpstra       | Team Milram             | + 0'30" |

## Nevenklassementen
| Plaats      | Naam                | Ploeg                   | Punten |
| ----------- | ------------------- | ----------------------- | ------ |
| Groene trui | Jawhen Hoetarovitsj | La Française des Jeux   | 25     |
| 2           | Mark Cavendish      | Team HTC-Columbia       | 20     |
| 3           | Tyler Farrar        | Team Garmin-Transitions | 16     |
|             |                     |                         |        |
| 18          | Wouter Weylandt     | Quick-Step              | 1      |

| Plaats                | Naam           | Ploeg              | Punten |
| --------------------- | -------------- | ------------------ | ------ |
| Bolletjestrui (blauw) | Mickaël Delage | Omega Pharma-Lotto | 3      |
| 2                     | Javier Ramirez | Andalucía-CajaSur  | 2      |
| 3                     | Johnny Walker  | Footon-Servetto    | 1      |

| Plaats     | Naam           | Ploeg              | Punten |
| ---------- | -------------- | ------------------ | ------ |
| Witte trui | Javier Ramirez | Andalucía-CajaSur  | 153    |
| 2          | Johnny Walker  | Footon-Servetto    | 164    |
| 3          | Mickaël Delage | Omega Pharma-Lotto | 202    |

| Plaats | Ploeg             | Tijd      |
| ------ | ----------------- | --------- |
| 1      | Team HTC-Columbia | 14u01'09" |
| 2      | Liquigas-Doimo    | + 0'10"   |
| 3      | Cervélo           | + 0'13"   |

## Opgaves
- Mickaël Buffaz (Cofidis)
- Arkaitz Durán (Footon-Servetto) - buiten tijd

1e etappe ·
2e etappe ·
3e etappe ·
4e etappe ·
5e etappe ·
6e etappe ·
7e etappe ·
8e etappe ·
9e etappe ·
10e etappe ·
11e etappe ·
12e etappe ·
13e etappe ·
14e etappe ·
15e etappe ·
16e etappe ·
17e etappe ·
18e etappe ·
19e etappe ·
20e etappe ·
21e etappe
Startlijst · Eindstanden · Afbeeldingen